# AO Thiras Santorini
Athlitikos Omilos Thiras (griechisch Αθλητικός Όμιλος Θήρας, kurz: AO Thiras, Α.Ό. Θήρας) ist ein griechischer Frauen-Volleyballverein mit Sitz auf Santorin, der seit 2015 der höchsten griechischen Spielklasse, der A1 Ethniki, angehört.

## Geschichte
Athlitikos Omilos Thiras wurde 2012 gegründet und erreichte innerhalb von zwei Jahren die oberste Liga der griechischen Meisterschaft, die A1 Ethnikī. Dabei gewann der Klub 2014 die Meisterschaft der zweiten griechischen Liga. In der Saison 2014/15 belegte die Mannschaft den fünften Platz der höchsten griechischen Liga, in der folgenden Saison erreichte sie das Meisterschaftsfinale, welches gegen Olympiakos SFP verloren ging. Mit dem Vizemeistertitel qualifizierte sich das Team für den CEV-Pokal 2016/17, in dem sie im Achtelfinale ausschied.
2018 und 2019 belegte AO Thiras jeweils den dritten Platz in der griechischen Meisterschaft und erhielt jeweils ein Startrecht für den Challenge Cup. In der Saison 2018/19 verlor AO Thiras das Viertelfinale gegen Aydın BBSK, in der Spielzeit 2019/20 schied der Klub im Viertelfinale gegen den Dresdner SC aus.